# Saga Flóamanna
La saga Flóamanna es una de las sagas islandesas. Existen dos versiones, de las cuales la más larga es de finales del siglo XIII. Su contenido narrativo deriva indiscutiblemente de 
Landnámabók y las fornaldarsögur (sagas legendarias). El héroe de la obra es Þorgils Þórðarson, conocido como Örrabeinsstjúpr (hijo adoptivo de la cicatriz en la pierna). Resalta su viaje a Groenlandia, en la que tuvo que soportar grandes penurias.

## Traducciones
- Die Leute aus Floi. In: Grönländer und Färinger Geschichten. Übertragen von Erich Mendelssohn. Jena: Eugen Diederichs Verlag, 1912 (Sammlung Thule - Altnordische Dichtung und Prosa. Thule, Band 13.) (en alemán)